# Santa Cruz de Cachán
Santa Cruz de Cachán är en ort i Mexiko.   Den ligger i kommunen Aquila och delstaten Michoacán de Ocampo, i den södra delen av landet, 500 km väster om huvudstaden Mexico City. Santa Cruz de Cachán ligger 26 meter över havet och antalet invånare är 165.
Terrängen runt Santa Cruz de Cachán är huvudsakligen kuperad, men åt sydväst är den platt. Havet är nära Santa Cruz de Cachán åt sydväst. Runt Santa Cruz de Cachán är det glesbefolkat, med 8 invånare per kvadratkilometer. Närmaste större samhälle är Maruata, 11,9 km väster om Santa Cruz de Cachán. I omgivningarna runt Santa Cruz de Cachán växer huvudsakligen savannskog.